# Чешниці-при-Требелнем
Чешниці-при-Требелнем (словен. Češnjice pri Trebelnem) — поселення в общині Мокроног-Требелно, регіон Південно-Східна Словенія, Словенія.